# Abadia imperial
Una abadia imperial (Reichsabtei) o monestir imperial (Reichskloster) era aquella jurisdicció feudal del Sacre Imperi Romanogermànic formades per una abadia centrada en un monestir; el seu abat era el Reichsabt, literalment, 'abat imperial' o 'abat de l'Imperi'. El caràcter imperial concedia a aquestes abadies el Reichsunmittelbarkeit és a dir una autoritat immediata de l'emperador, igual que una ciutat imperial i, per tant, era un príncep de l'Església amb el rang d'un príncep de l'Imperi, com un príncep-bisbe.